# Eurytoma casuarinae
Eurytoma casuarinae är en stekelart som beskrevs av Girault 1917. Eurytoma casuarinae ingår i släktet Eurytoma och familjen kragglanssteklar. Inga underarter finns listade i Catalogue of Life.